# Guillaume d'Ussel
Pour les articles homonymes, voir Ussel.
Guillaume d'Ussel, né le 7 ou 17 juillet 1906 à Marpain, mort en déportation le 27 novembre 1944, est un membre de la Résistance intérieure française.

## Biographie
Membre de la Famille d'Ussel, il est le fils de Jacques d'Ussel et d'Henriette d'Aligny. Fils d'officier, il suit l'exemple paternel en étudiant à Saint-Cyr, d'où il sort dans un rang honorable. En 1936, il épouse Yvonne de Galard Terraube, avec qui il a quatre enfants.
Il sert dans l'armée de pacification du Maroc, et en 1939, il est capitaine de cavalerie sur le front de France, dans la 1re Division Légère Mécanique. Au sein du 18e régiment de Dragons, il est à la tête d'un escadron de chars Somua S35. Ce régiment se distingue par les actions de ralentissements et de couverture de l'armée française en déroute dans le nord de la France. Blessé à Marœuil le 23 mai, il est évacué malgré ses protestations. Sa convalescence prend fin quand survient l'armistice de 1940. Il occupe alors un poste d'instructeur à l’École de Saint-Cyr, repliée à Aix-en-Provence, avant que l'Armée ne soit dissoute.
Il regagne alors Neuvic et entre dans la résistance, sous le pseudonyme de « Nicolo ». Sous les ordres de Raymond Faro, de Marius Guédin et de René Vaujour, il y organise l'Armée secrète. Il est arrêté à Brive lors de la rafle du 5 mai 1944. Torturé puis déporté à Dachau par le train de la mort,, il meurt le 27 novembre 1944 au camp de concentration de Neckargerach, dépendant du camp de Struthof.
Un de ses compagnons d'infortune lui glisse dans la bouche un tube d'aspirine dans lequel il avait inscrit son nom, ce qui permit de l'identifier et de l'inhumer dans le caveau de famille à Neuvic d'Ussel. On peut lire le récit de son arrestation et de sa captivité sous la plume du grand poète américain William S. Merwin dans son ouvrage "Les fleurs de mai de Ventadourn" publié par les éditions Fanlac, traduction Luc de Goustine.

## Décorations
- Médaille de la Résistance française avec rosette à titre posthume (24 avril 1946)[2]